# زبان‌های ایلیری

قبایل ایلیری در دوران باستان.

زبان‌های ایلیری گروهی از زبان‌های هندواروپایی بودند که در گذشته در بخش غربی بالکان توسط اقوام ایلیری گویش می‌شدند. از ویژگی‌های زبانی می‌توان دریافت این زبان‌ها هندواروپایی بوده‌اند، اما از آنجا که هیچ نمونه‌ای از ادبیات ایلیری باستان باقی نمانده‌است (به جز نوشته‌های مسایی که گاه جزو زبان‌های ایلیری قرار نمی‌گیرند)، مشخص کردن جایگاه آن در خانواده زبان‌های هندواروپایی دشوار است. به دلیل عدم اطمینان، بیشتر منابع موقتاً ایلیری را در شاخه‌ای مستقل در خانواده هندواروپایی قرار می‌دهند، اگرچه رابطه آن با سایر زبان‌ها، هم باستانی و هم نوین، همچنان مورد مطالعه است.